# لاري جونستون
لاري جونستون هو لاعب هوكي الجليد كندي، ولد في 20 يوليو 1943 في كيتشنر في كندا.

## وصلات خارجية
- لاري جونستون على موقع دوري الهوكي الوطني (الإنجليزية)
- لاري جونستون على موقع قاعة مشاهير الهوكي (لاعب أن.إتش.أل) (الإنجليزية)
- لاري جونستون على موقع HockeyDB.com (الإنجليزية)
- لاري جونستون على موقع Hockey-Reference.com (الإنجليزية)